# Říšská dvorská kancelář
Říšská dvorská kancelář (německy Reichshofkanzlei, lat. Cancellaria Imperiali Aulica) byla od roku 1559 stálá kancelář Svaté říše římské. Navázala na starší předchůdce. Oficiálně stál v jejím čele arcibiskup mohučský jako arcikancléř (něm. Erz-Kanzler für Germanien, lat. Archicancellarius per Germaniam). Faktickým vedoucím byl však říšský vicekancléř (něm. Reichsvizekanzler).

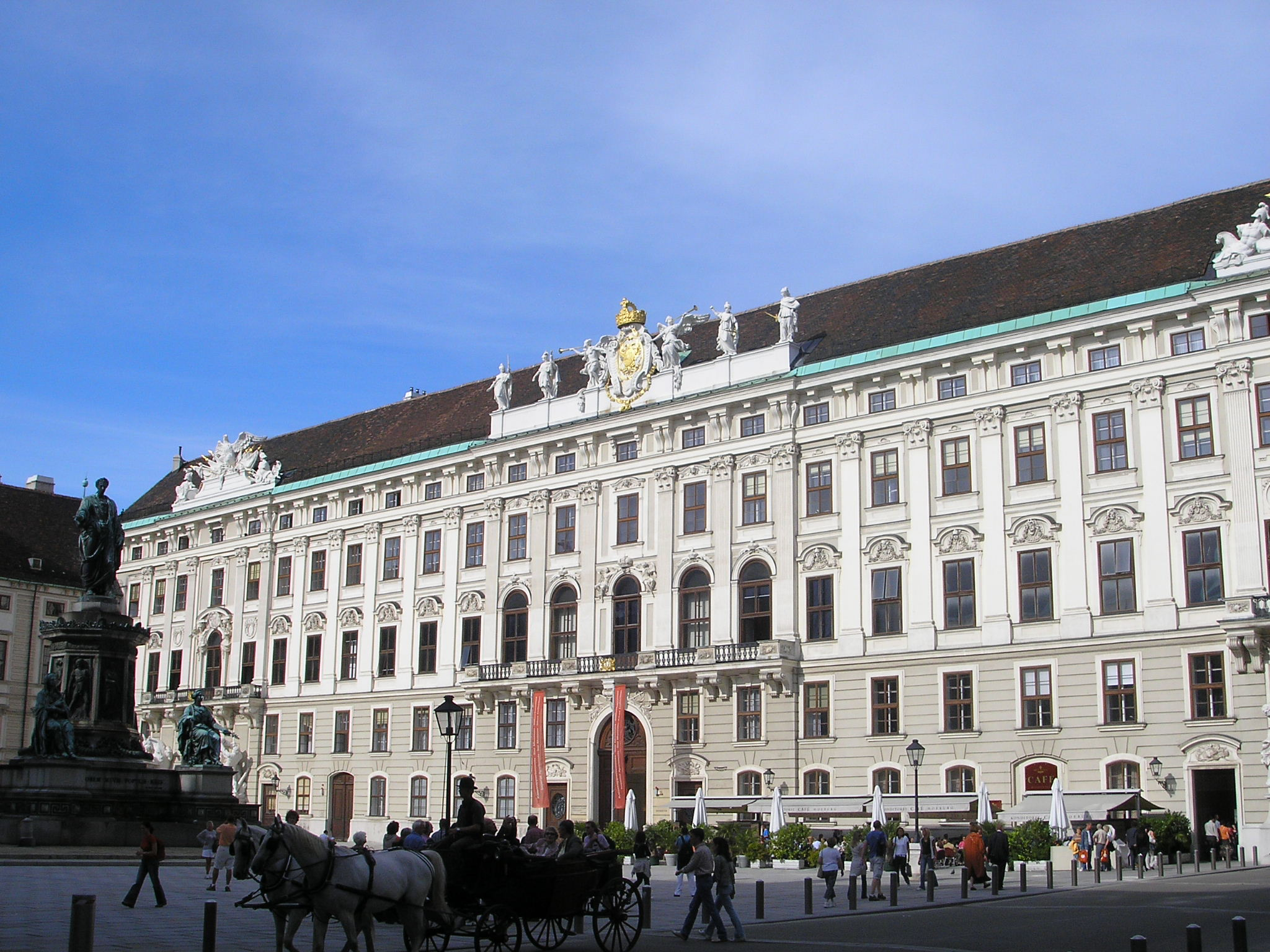
Trakt říšské kanceláře ve vídeňském Hofburgu jako sídlo Říšské dvorské kanceláře

## Předchůdci
Ve středověku existovaly v barbarských královstvích, která vznikla po pádu Západořímské říše (476, viz stěhování národů), vlastní kanceláře. Přes úpadek bývalých římských správních orgánů, které byly ještě v dohasínající pozdní antice funkční, byly písemné záznamy a dokumenty písemného styku i nadále nepostradatelné. Ve Franské říši zaměstnávali merovejští králové gramotné laiky, zatímco Karlovci se museli zcela spolehnout na kleriky, protože pouze ti ještě disponovali potřebnými dovednostmi číst a psát. V tomto ohledu se nezměnilo ve Východofranské říši a z ní vycházející Svaté říše římské do pozdního středověku nic.
Královská kancelář byla hlavním správním královským úřadem. Byla zodpovědná zejména za vyhotovení královských listin a veškerý písemný styk panovníka. V raném středověku byla kancelář součástí dvorní kaple a byla podřízena arcikaplanovi. Tím byl v římsko-německé říši od roku 965 arcibiskup mohučský, který od 11. století nesl titul arcikancléř pro německé země. Arcibiskup mohučský zůstal také oficiálním vedoucím kanceláře, i když se kancelář ve 12. století od dvorní kaple oddělila. Nicméně královská kancelář nebyla pevnou institucí, až do 15. století byla při každé změně na trůně nově zřízena a teprve v této době byl obsazen nepřetržitě vedený archiv. Římsko-německé říše byla proto spravována slaběji, než tomu bylo v Anglii anebo ve Francii. Přestože arcibiskup kolínský i nadále zůstal arcikancléřem pro Itálii a arcibiskup trevírský arcikancléřem pro Burgundsko, ležely služební záležitosti v rukou kancléře.
Vliv úřadu značně kolísal v průběhu staletí. Od 13. století ztratil arcibiskup mohučský svůj vliv na kancelář, Zlatá bula Karla IV. z roku 1356 omezila jeho roli na čistě formální. Skutečným vedoucím byl od 12. století králem jmenovaný kancléř. Ten se opíral o schopnosti protonotáře, který byl zpravidla vzdělaným právníkem a řídil administrativní chod; od konce 13. století byl také proto nazýván vicekancléř. V době Maxmiliána I. (římsko-německým králem 1493–1519, zvoleným císařem od roku 1508) získal nicméně arcibiskup mohučský krátce znovu vlivu, protože si při volbách krále v roce 1486 zajistil nárok opět smět vést říšské kancléřství. V roce 1498 vznikla jako protiváha dvorská kancelář, kterou založil Maximilián. Původně byla zamýšlena také pro říšské záležitosti, ale brzy byla její pravomoc omezena na otázky rakouských dědičných zemí a na Burgundsko. Během první říšské vlády (Reichregiment) v letech 1500-1502 byla říšská kancelář kanceláří říšské vlády. Po neúspěchu říšské vlády byly pravomoci opět okleštěny. Kancelář dočasně ztratila právo disponovat říšskou pečetí a dvorská kancelář si znovu nárokovala příslušnost pro říšské záležitosti. De facto byl dvorský kancléř také říšským kancléřem.

## Říšská dvorská kancelář
V době Ferdinanda I. (římsko-německým králem 1531–1564, císařem od roku 1556) dvorská kancelář nejdříve nadál projednávala říšské záležitosti. V roce 1559 byly dvorská a říšská kancelář spojeny. Kromě vydávání listin a vedení korespondence opatrovala kancelář také císařskou pečeť a byla zodpovědná za říšský archiv. Nařízení o kanceláři vydané ve stejném roce ustanovilo oddělení záležitostí Říše a dědičných zemí. Ve skutečnosti se však toto ustanovení nikdy neprosadilo.
Říšský vicekancléř byl po roce 1669 také členem tajné konference. Hrál tak nezávislou politickou roli v záležitostech Říše. Faktické obsazování tohoto úřadu bylo mezi císařem a arcibiskupem často sporné až do konce existence Říše. Zpočátku mohl arcibiskup vicekancléře jmenovat, později už ho mohl jen občas navrhnout. Od roku 1660 císař právo arcibiskupa určovat říšského vicekancléře a další personál respektoval.
Náklady byly hrazeny z daní vybíraných samotnou kanceláří. Fungovala vždy u dvora krále a císaře. Proto bylo její sídlo zpravidla ve Vídni. Za vlády Rudolfa II. (císařem 1576-1612) se kancelář po většinu času usadila v Praze (1583–1612) a v době Karla VII. (císařem 1742–1745) z rodu Wittelsbachů zase v jeho blízkosti.
V roce 1620 byla vydělena rakouská kancelář pro rakouské záležitosti a otázky habsburské dynastie. V následujícím období ztratila říšská dvorská kancelář v konkurenci s novým úřadem postupně svůj vliv. Za Josefa I. byly záležitosti rakouské a říšské kanceláře ještě více odděleny. Na vliv Říše na vídeňskou politiku této doby existují různé pohledy. Max Braubach a další předpokládají oslabení, zatímco Johannes Burkhardt tvrdí, že Říše byla přinejmenším stejně zastoupena. V návaznosti na to dosáhl význam říšské politiky svého vrcholu. Během krátkého období, kdy byl císařem Karel VII. z rodu Wittelsbachů, došlo nevyhnutelně k fyzickému oddělení říšských úřadů a úřadů habsburské správy. Po návratu si zástupci Říše museli ve Vídni znovu najít své místo. Vicekancléř Rudolf Josef Colloredo radil Františku I. Štěpánovi (císařem 1745–1765). Podle Colloreda byl arcidům (habsbursko-lotrinská dynastie) na Říši stejně tak odkázán jako Říše na arcidům. I nadále existovaly vazby mezi oběma rovinami. Nicméně Marie Terezie (vládla 1740–1780) a zájmy Rakouska měly přednost. Nejpozději od doby Josefa II. (císařem 1765–1790) nehrála říšská dvorská kancelář v otázkách zahraniční politiky už žádnou roli.

## Říšští arcikancléři
Úřad říšských arcikancléřů zastávali arcibiskupové mohučtí.

## Seznam říšských vicekancléřů
- 1527–1531 Baltazar Merklin
- 1531–1541 Matyáš z Heldu
- 1541–1547 Jan z Navesu
- 1547–1558 Jakub z Jonasu
- 1559–1563 Jiří Zikmund Seld
- 1566–1570 Jan Oldřich Zasius
- 1577–1587 Zikmund Vieheuser
- 1587–1597 Jakub Kurz ze Senftenau
- 1594–1597 Jan Wolfgang Freymann
- 1597–1606 Rudolf Coraduz z Nussdorfu
- 1606–1612 Leopold ze Stralendorfu
- 1612–1627 Hans Ludvík z Ulmu
- 1627–1637 Petr Jindřich ze Stralendorfu
- 1637–1659 Ferdinand Zikmund Kurz ze Senftenau (1592 Mnichov – 24. 3. 1659 Vídeň)
- 1660–1669 Wilderich z Walderdorffu
- 1669–1694 Leopold Vilém hrabě z Königsegg-Rothenfelsu
- 1694–1695 Gottlieb Amadeus hrabě Windisch-Graetz (13. 3. 1630 Řezno – 25. 12. 1695 Vídeň)
- 1698 (nebo 1696 ?) – 1705 Dominik Ondřej z Kounic (30. 11. 1654 Brno – 11. 1. 1705 Vídeň)
- 1705–1734 Fridrich Karel z Schönborn-Buchheimu
- 1734–1740 Jan Adolf hrabě z Metsch
- 1742–1745 Jan Jiří hrabě z Königsfeldu
- 1745–1788 Rudolf Josef Colloredo (6. 7. 1706 Praha – 1. 11. 1788 Vídeň)
- 1789–1806 František de Paula Gundakar Colloredo (28. 5. 1731 Vídeň – 27. 10. 1807 Vídeň)